# Arquivo Histórico e Museu de Canoas
Arquivo Histórico e Museu de Canoas Dr. Sezefredo Azambuja Vieira é um museu brasileiro no Rio Grande do Sul, na cidade de Canoas, que conserva e conta a história do município de Canoas com fotos, hemeroteca, mapas, documentos, audiovisuais e objetos. Ele fica localizado na rua Ipiranga, número 105.
Ele é um museu público, criado conforme Lei Municipal no ano de 1989.